# Glam metal
Glam metal (in. ang. glam metal, hair metal, pop metal) – styl muzyki metalowej, popularny w latach 80. XX w., obejmujący melodyjną i rytmiczną jego odmianę.

## Historia
Termin glam metal określał styl w muzyce, w którym znaczącą cechą było ukazanie własnego wizerunku. To wyraźne podkreślenie wizerunku miał związek z rozpoczynającą w tym okresie działalność stacją MTV, w której zespoły te mogły zaistnieć. Ze względu na fakt, iż na początku lat 90. XX wieku pojawiły się zespoły grające grunge i rock alternatywny, termin ten stał się pejoratywnym określeniem muzyków grających łagodniejszy metal, ukierunkowany w stronę popu. Muzykę taką nazywano również pop metal.

## Styl
W wielu przypadkach, muzycy zespołów glam metalowych ubierają się w nietypowe stroje, stosowane podczas koncertów. Muzyka glam metalowa straciła popularność w latach 90. pod wpływem powstania nowych odmian muzyki metalowej.

## Zespoły glam metalowe

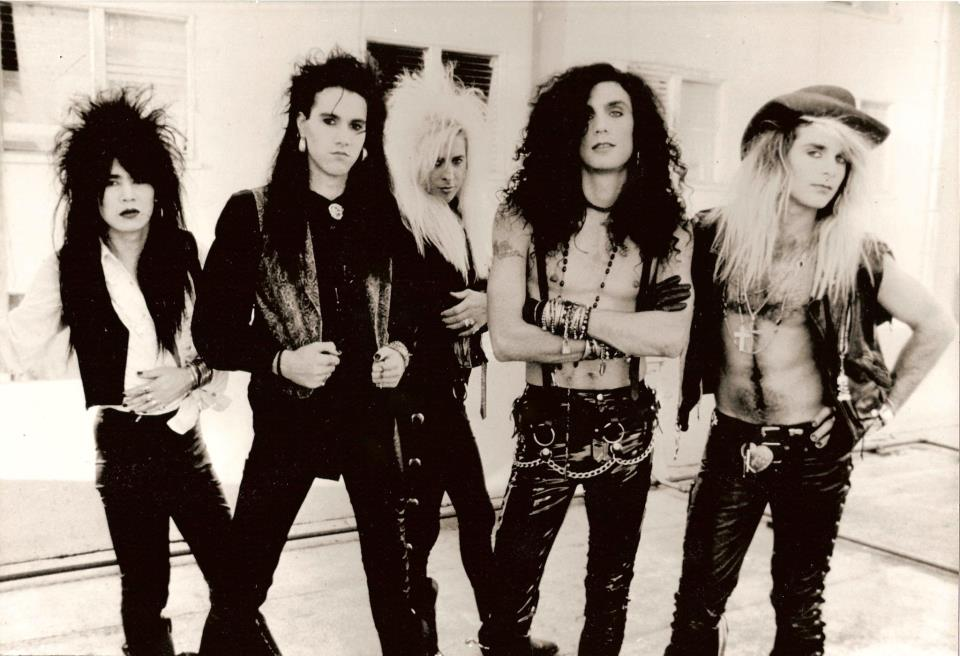
Glam metalowy Roxx Gang

Nurt ten zapoczątkowali tacy artyści jak Slade, Mötley Crüe, Twisted Sister, Def Leppard, Guns N' Roses oraz zespół Kiss, choć wielki wpływ na jego popularyzację miał też zespół Bon Jovi i szwedzki zespół Europe.
W Polsce przedstawicielami tego gatunku byli m.in. Syndia oraz Lessdress, a obecnie Nasty Crue.